# Ikarien (Roman)
Ikarien ist ein historischer Roman von Uwe Timm, der 2017 bei Kiepenheuer & Witsch erschien. Das von Ulrich Noethen gesprochene Hörbuch erschien im gleichen Jahr bei Random House Audio.

## Inhalt

### Rahmenhandlung: Michael Hansen
Michael Hansen wurde 1920 in Hamburg geboren und emigrierte mit seinen Eltern und seiner älteren Schwester 1932 in die USA. Nach der Schule studiert er deutsche Literatur in St. Louis und meldet sich dann freiwillig zur US Army. Er kehrt als Lieutenant der Nachrichtentruppe nach Deutschland zurück und wird in Franken in ein kleineres Gefecht verwickelt. Nach Kriegsende erhält er einen Auftrag des Counter Intelligence Corps (CIC): Er soll Wagner, einen ehemaligen Freund und Weggefährten des Eugenikers und Begründers der deutschen Rassenhygiene, Alfred Ploetz, befragen. Er soll herausfinden, wie es zu dem Rassenwahn in der Zeit des Nationalsozialismus kam und warum so viele Ärzte und Wissenschaftler bei den Krankenmorden mitgemacht haben. Wegen Hansens Sympathie zu Wagner, aber auch, weil dieser die Geschichte immer mehr ausdehnt, abschweift und seine eigene Lebensgeschichte einfließen lässt, treffen sich beide insgesamt 14 Mal. Hansens Vorgesetzte lassen ihm Zeit, sind jedoch hinterher mit seinen Berichten unzufrieden: Ploetz war in jungen Jahren Sozialist, Wagner ist es immer noch, und der CIC erhoffte sich – im Klima des gerade beginnenden Kalten Krieges – Erkenntnisse über mögliche aktuelle Kontakte zu Kommunisten.
Hansen beschlagnahmt ein Nebengebäude von Ploetzens Villa, in dem er nun mit seinem Kameraden George lebt. George hat den Auftrag, Ärzte und Pfleger der Euthanasie-Aktionen zu verhören. Beide haben dort ein idyllisches, relativ ungestörtes Leben: Hansen beschlagnahmt für sich ein Cabrio und ein Motorboot (die Villa liegt direkt am Ammersee), und der Hobby-Ornithologe George nutzt seine Freizeit, um in den Wäldern Vögel zu beobachten.
Ein weiterer Aspekt der Handlung sind Hansens Beziehungen zu Frauen: Ein paar Wochen vor seiner Abreise nach Deutschland lernt er in New York Catherine kennen und verbringt später eine Nacht mit ihr. Sie ist jedoch bereits verlobt. Bei Hansens Abreise verabschiedet sie sich am Hafen eher abweisend von ihm und bittet ihn, ihr keine Briefe zu schreiben. Monate später erreicht ihn ein Brief, in dem Catherine ihm mitteilt, die Verlobung gelöst zu haben. In Deutschland trifft er sich hin und wieder mit Sarah, die wie er Offizier der US Army ist, die Beziehung jedoch nur als Abenteuer betrachtet. Sie gibt offen zu, sich auch mit anderen Männern zu treffen.
Hansen knüpft trotz des Fraternisierungsverbots auch eine Beziehung mit einer Deutschen an: Sie heißt Maria, möchte aber Molly genannt werden, und ist eine junge Kriegswitwe, die sich mit dem Nähen von Kleidern aus Fallschirmseide ein eigenes Geschäft aufbauen will. Hansen ist sich nicht sicher, ob er sich in Molly verliebt hat. Sie ist leidenschaftlich, dann aber wieder kühl, und nutzt die Vorteile, die ihr eine Beziehung zu einem amerikanischen Offizier bietet, aus. Am Ende verlässt sie ihn für einen Colonel.
Hansen ist beeindruckt von der Schönheit der bayerischen Landschaft; die Menschen erregen teils sein Mitleid, andere aber seine Verachtung. In den USA erwartet ihn die Aussicht auf eine Stelle als Dozent für deutsche Literatur und Geschichte. Es bleibt jedoch unklar, ob er überhaupt zurückkehren will.

### Binnenhandlung: Wagner und Alfred Ploetz
Wagner erzählt, er habe Ploetz während des Studiums in Breslau kennengelernt, wo Ploetz eine geheime Gruppe mit utopisch-sozialistischen Ideen gründete. Wegen der Verfolgung durch das Sozialistengesetz flohen beide nach Zürich. Ploetz war stark von Etienne Cabet beeinflusst und besuchte zusammen mit Wagner die von Cabet gegründete ikarische Gemeinschaft in den USA. Beide waren jedoch enttäuscht, dass sich dort nicht eine bessere, harmonischere Gesellschaft entwickelte, sondern es Streit und Missgunst gab. Nun entwickelte Ploetz die Idee, die Menschen müssten erst, auf dem Wege der Eugenik, gebessert werden, bevor sich eine bessere Gesellschaft entwickeln könne. Dies führt zu Meinungsverschiedenheiten mit Wagner, der dem linken Flügel der Sozialdemokraten angehört und für gleiche Rechte aller Menschen eintritt.
Ploetz geht mit seiner Frau Pauline in die USA und arbeitet vier Jahre lang als Arzt, geht dann nach Berlin, wo auch Wagner inzwischen lebt. Beide lernen die Malerin Anita kennen (im Roman nur „die Griechin“ genannt). Wagner verliebt sich in sie, sie heiratet jedoch Ploetz, der sich von Pauline scheiden ließ. Mit dem Vermögen seiner Frau baut Ploetz eine Forschungsanstalt in Herrsching am Ammersee auf, wo er seine rassenbiologischen Theorien beweisen will. Unter anderem führt er ein Experiment mit tausenden Kaninchen durch, um zu beweisen, dass Alkohol die Gehirne und die Keimzellen der Tiere verändert und zu „minderwertigem“ Nachwuchs führt. Ploetz hält Alkoholismus also für erblich bedingt und schließt soziale Faktoren aus, was sich aber als haltlos erweist. Als die Nationalsozialisten die Macht übernehmen und das Gesetz zur Verhütung erbkranken Nachwuchses beschließen, freut sich Ploetz, dass seine Forderungen nun endlich in die Tat umgesetzt werden: Genetisch minderwertige Menschen können nun zwangssterilisiert werden.
Während Ploetz durch das Erbe seiner Frau wohlhabend und durch seine Forschungen geachtet und bekannt wird, führt Wagner ein eher ärmliches und schwieriges Leben als Vortragsredner und Journalist für verschiedene linke und gewerkschaftsnahe Zeitungen. 1918 erkrankt er an einer Lungenentzündung und Anita holt ihn nach Herrsching, um ihn gesundzupflegen. Ploetz und Wagner haben sich in ihrem Denken in der Zwischenzeit weit voneinander entfernt, Anita verhindert aber einen offenen Streit. Nur halbwegs gesundet, fährt Wagner nach München, um sich an den Kämpfen um die Münchner Räterepublik zu beteiligen. Er setzt in der Weimarer Republik seine journalistische Tätigkeit fort und wird direkt nach der Machtergreifung für mehrere Monate im KZ Dachau inhaftiert. Danach muss er sich im Keller eines Antiquariats verstecken, für das er auch bis 1945 arbeitet.

## Entstehung
Timm widmet den Roman seiner Frau Dagmar Ploetz. In einer kurzen Danksagung am Ende des Buches erwähnt Timm, dass er mit den Planungen schon 1978, nach der Veröffentlichung von Morenga begann, jedoch zunächst keine passende Form für den Stoff fand.

## Intertextuelle und (auto-)biografische Bezüge
Die Art, in der Ploetz im Interesse seiner Forschungen mit einem verbrecherischen System paktiert, erinnert an Henrik Höfgen in Klaus Manns Mephisto und damit auch an den Teufelspakt in Goethes Faust. Dazu trägt auch bei, dass Ploetzens Freund und „Famulus“ wie bei Faust den Namen Wagner trägt.
Hansen bekommt von seinen Vorgesetzten Aufträge, für die er sich teilweise nicht geeignet hält. Ein Major beruhigt ihn aber mit der Aussage, die „Gesellschaft von Turm“ behalte ihn im Auge, was eine Anspielung auf Goethes Wilhelm Meisters Lehrjahre, den Prototyp des deutschen Bildungs- bzw. Entwicklungsromans, darstellt. Dadurch wird der Blick des Lesers auf den Reifungsprozess gelenkt, den der junge Hansen durchmacht.
Die Erzählstruktur des Romans erinnert stark an Timms Novelle Die Entdeckung der Currywurst: Wie dort gibt es einen alten Menschen, der sich freut, einem Besucher seine bzw. ihre Geschichte erzählen zu können. Wie Lena Brücker in der Novelle erzählt auch Wagner weitschweifig, ungeordnet und assoziativ; wie Lena muss er von seinem Zuhörer immer wieder zur eigentlichen Geschichte zurückgebracht werden. Dieses an der Mündlichkeit orientierte Erzählen, dass auch den Erinnerungs- und Erzählprozess selbst zum Thema macht, ist für Timms Werk typisch.
Alfred Ploetz, die zentrale Figur des Romans, ist der Großvater von Timms Frau Dagmar Ploetz. Timm siedelt den Roman größtenteils in den deutschen Städten an, die auch die Stationen seines eigenen Lebens waren bzw. sind, und die er daher aus eigener Anschauung beschreiben kann; dazu zählen Hamburg, Coburg, München, Berlin und Herrsching am Ammersee.